# Cerimônia de abertura dos Jogos Olímpicos de Verão de 2024
A cerimônia de abertura dos Jogos Olímpicos de Verão de 2024 aconteceram na noite do dia 26 de julho às margens do Rio Sena, se encerrando nos Jardins du Trocadéro, em Paris na França.
Como definido pela Carta Olímpica, os procedimentos combinaram a abertura formal e cerimonial deste evento esportivo internacional, incluindo os discursos de boas-vindas, içamento das bandeiras e a parada das nações, com um espetáculo artístico para mostrar a história e a cultura da nação.
Pela primeira vez na história dos Jogos Olímpicos de Verão convencionais, a cerimônia inaugural não aconteceu no principal estádio olímpico da cidade-sede, se tratando de uma estratégia do Comitê Organizador dos Jogos Olímpicos e Paralímpicos de Paris (COJOP2024) em aproximar o evento do público, apesar de ser a décima segunda vez (considerando todas as versões dos Jogos Olímpicos) que isso ocorre, já que nos Jogos Olímpicos de Inverno de 1932, 1936, 1948, 1964, 1976, 1980, 1992 e 1994, nos Jogos Olímpicos de Inverno da Juventude de 2012 e 2016 e nos Jogos Olímpicos de Verão da Juventude de 2018, as cerimônias inaugurais aconteceram fora dos tradicionais estádios ou arenas e nas olimpíadas de 2018, a inauguração aconteceu no Obelisco de Buenos Aires e os desfiles dos atletas na Avenida 9 de Julho, sendo também a primeira vez naquela ocasião que os momentos protocolares aconteceram em praça pública e nas ruas.

## Preparações

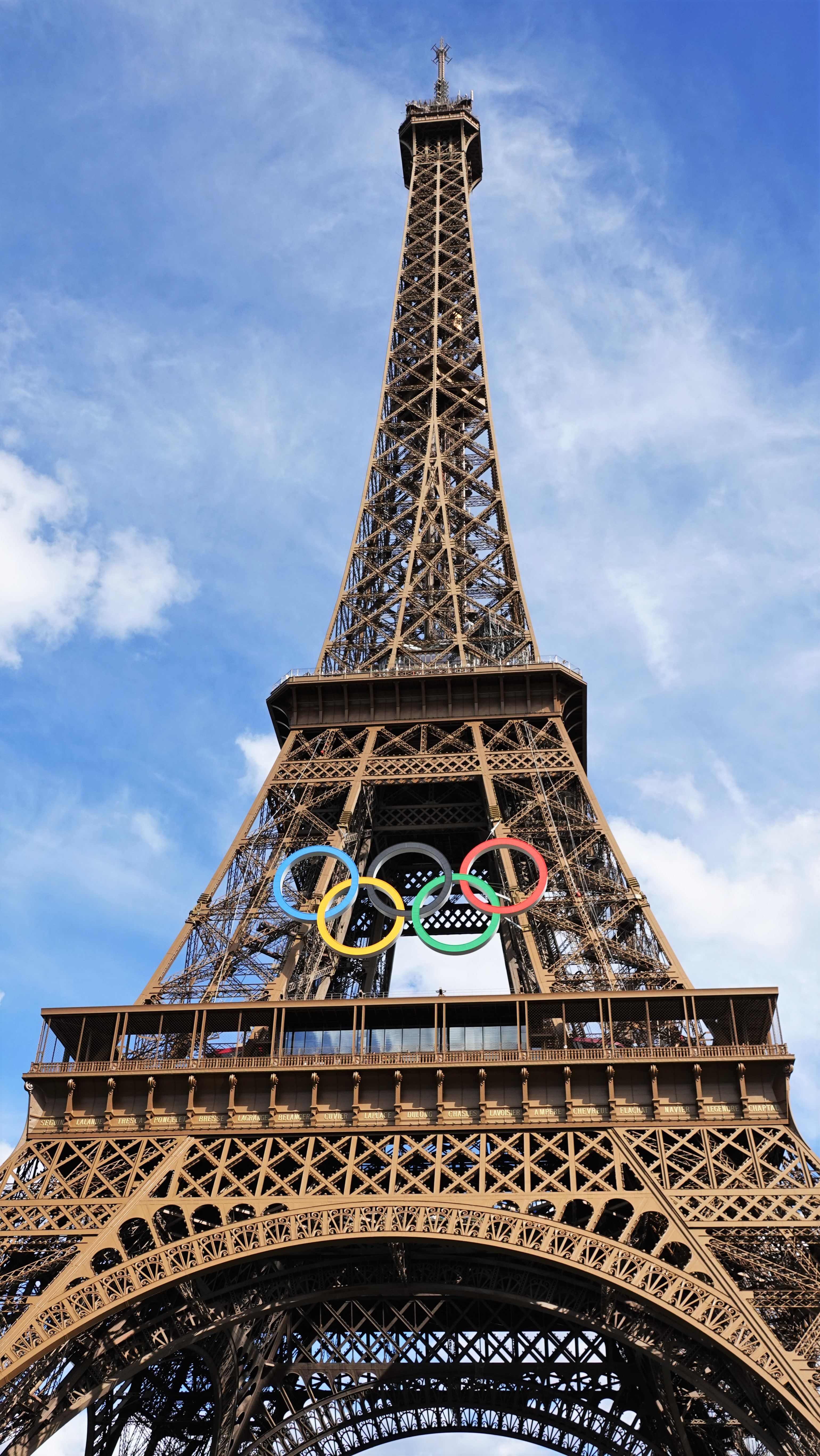
Anéis olímpicos na Torre Eiffel em 2024.

Em 24 de julho de 2021, o presidente Emmanuel Macron anunciou que as cerimônias deveriam acontecer às margens do Rio Sena, com o objetivo de dar uma força visual, uma emoção e um ritmo muito diferentes que nas edições anteriores. As questões técnicas foram estudadas pelo comitê organizador.
Em 13 de dezembro de 2021, foi anunciado que a cerimônia de abertura contaria com os atletas sendo transportados de barco da Pont d'Austerlitz para Pont d'Iéna ao longo do rio Sena. A rota de 6 km (3,7 milhas) passaria por pontos de referência como o Louvre, Notre-Dame de Paris e Place de la Concorde, e contaria com apresentações culturais. O protocolo oficial aconteceria em um "mini-estádio" de 30 000 lugares no Trocadéro. Os organizadores afirmaram que a cerimônia seria a "cerimônia de abertura mais espetacular e acessível da história olímpica", com Estanguet afirmando que seria gratuito e estimando que poderia atrair até 600 000 espectadores. As arquibancadas se estendem da Biblioteca Nacional da França até a Torre Eiffel. O público ficaria alinhado às margens do Sena, ocupando um trecho de 6 quilômetros (3,7 milhas) nos cais superior e inferior, bem como nos rios que cruzam cada lado.
O projeto foi aprovado e anunciado para o público no dia 21 de setembro de 2022. Os ingressos começaram a ser vendidos em maio de 2023, com os preços variando entre €90 a €2 700, com o último sendo o mais caro em todos os Jogos Olímpicos.
Em 8 de março de 2024, ficou definido que a cerimônia de abertura se iniciaria às 19h30 (UTC+2) do dia 26 de julho, com o objetivo de fazer o público aproveitar mais a luz do sol.

### Preocupações com a segurança
Uma das questões levantadas com o anúncio das cerimônias em local aberto seriam com os ataques terroristas, já que a França chegou a ser alvo de grupos extremistas, principalmente em novembro de 2015, quando Paris e Saint-Denis foram alvos de ações orquestradas pelo Estado Islâmico do Iraque e do Levante após uma "retaliação" pela posição do país na guerra contra o Estado Islâmico e também após o assassinato de um professor por um islamista na cidade de Arras no dia 13 de outubro de 2023 e de um turista próximo á Torre Eiffel no dia 3 de dezembro de 2023. Para garantir a segurança do público e evitar também alguns atentados semelhantes aos dos jogos de Atlanta em 1996 e Munique em 1972, o Comitê Organizador lançou quatro pacotes de licitações para a segurança privada, resultando na presença de 17 a 22 mil agentes por dia, sendo 2 mil na cerimônia de abertura. Ao todo, 30 mil policiais seriam mobilizados para proteger os arredores no dia 26 de julho de 2024. Em dezembro de 2023, a polícia francesa fixou perímetros de segurança e limitação de circulação ao redor das Praças Olímpicas e no Rio Senna. No mesmo período, o presidente Macron declarou que havia vários cenários para a cerimônia, no caso de um grande evento de segurança que a forçaria a se mudar do Sena. Para isso, o COJOP2024 declarou que tinha "planos de contingência para todos os cenários de risco identificados: ondas de calor, ataques cibernéticos e a cerimônia não é exceção". Em janeiro de 2024, o chefe do Estado-Maior do Exército da França, Pierre Schill, informou que cerca de 20 mil soldados foram mobilizados para os jogos, cinco mil a mais que o previsto.
Em 31 de janeiro de 2024, o ministro do Interior da França, Gérald Darmanin, reduziu a quantidade de espectadores, até então prevista para 600 mil em 300 mil por questões de segurança, já que estavam previstas 100 mil pessoas nos cais inferiores (correspondentes aos ingressos pagos) e 200 mil nos cais superiores (correspondentes aos ingressos gratuitos) nas margens do Rio Sena. A quantidade, no entanto, não é definitiva, já que o Comitê Organizador pretende tomar a decisão final até a primavera. Em fevereiro, foi divulgado que a quantidade de espectadores aumentou para 326 mil, tendo 104 mil ingressos pagos nas margens inferiores e 222 mil ingressos gratuitos nas margens superiores. Os ingressos gratuitos são distribuídos em três rodadas e são destinados a famílias de baixa renda que vivem em áreas carentes, movimentos esportivos, jovens, pessoas que ajudam a organizar as Olimpíadas, incluindo comerciantes e trabalhadores da cidade. Conforme divulgado desde o começo, nenhum ingresso gratuito foi oferecido aos turistas.
Em abril de 2024, foi anunciado que todos os edifícios com vista para o Sena teriam uma proteção extra para antiterrorismo. Várias áreas perto do rio Sena, estações de metrô e museus adjacentes, incluindo o Louvre, Orsay e o Museu de Artes Decorativas foram fechados. Macron também não descartou alterar o local da cerimônia inaugural dos jogos em caso de ameaças terroristas, com dois planos. O plano B incluía toda a inauguração no Trocadèro, ao invés dos momentos protocolares como os discursos de boas-vindas, recepção aos atletas, execução dos hinos e o acendimento da tocha olímpica como previsto. Já o plano C prevê a cerimônia toda ocorrendo no Stade de France, que estava previsto para receber apenas o encerramento. A partir do fechamento das pontes em 8 de julho de 2024, dezoito dias antes da Cerimônia de Abertura, um perímetro de segurança foi efetivo ao redor do local do momento protocolar a partir de 18 de julho, oito dias antes da inauguração dos jogos. O perímetro incluía, entre outras coisas, a proibição de acesso motorizado e o acesso controlado para pedestres com pessoas dentro do perímetro sujeitas a um "passe de jogos" pessoal.

### Ensaios coreográficos e testes com as embarcações
Estavam previstos para terem início em março de 2024, mas realizados em portas fechadas, visando unir todos os elementos no dia da cerimônia ao ar livre. Ao todo, 3.000 mil bailarinos devem fazer as coreografias na festa, mas sendo separados em pequenos grupos em um hangar improvisado, com a presença limitada de jornalistas.
O primeiro teste com as embarcações ao Rio Sena foi realizado no dia 17 de julho de 2023. O segundo teste estava previsto para acontecer em março de 2024, mas foi adiado inicialmente para o dia 27 de maio devido às cheias do Rio Sena. Após vários adiamentos, o segundo passeio piloto aconteceu no dia 17 de junho, reunindo 55 embarcações, além de barcos da polícia francesa, passando entre as pontes Austerlitz e d'Iéna, durando 45 minutos. Já no terceiro teste, previsto para a última semana de junho, deve reunir 85 barcos.
Inicialmente marcado para 24 de junho, o ensaio final foi remarcado para 16 de julho, uma vez que devido ao Rio Sena atingir níveis cinco vezes maiores que o normal, o local ficaria impossibilitado de receber as equipes para realizar os últimos testes para as apresentações no local, mas também não chegou a acontecer.
No dia 22 de julho, faltando exatamente quatro dias para a cerimônia oficial de abertura dos Jogos Olímpicos de Paris, um grupo de 150 bailarinos se recusou a participar do ensaio final, acusando a COJOP2024 de tratamento desigual e atraso de salários, realizando uma manifestação balançando os braços. Além disso, o sindicato SFA-CGT manteve um aviso de greve, anunciando a paralisação das atividades para o dia 26 do mesmo mês, que é justamente quando são realizadas as apresentações inaugurais dos jogos.

## Procedimentos

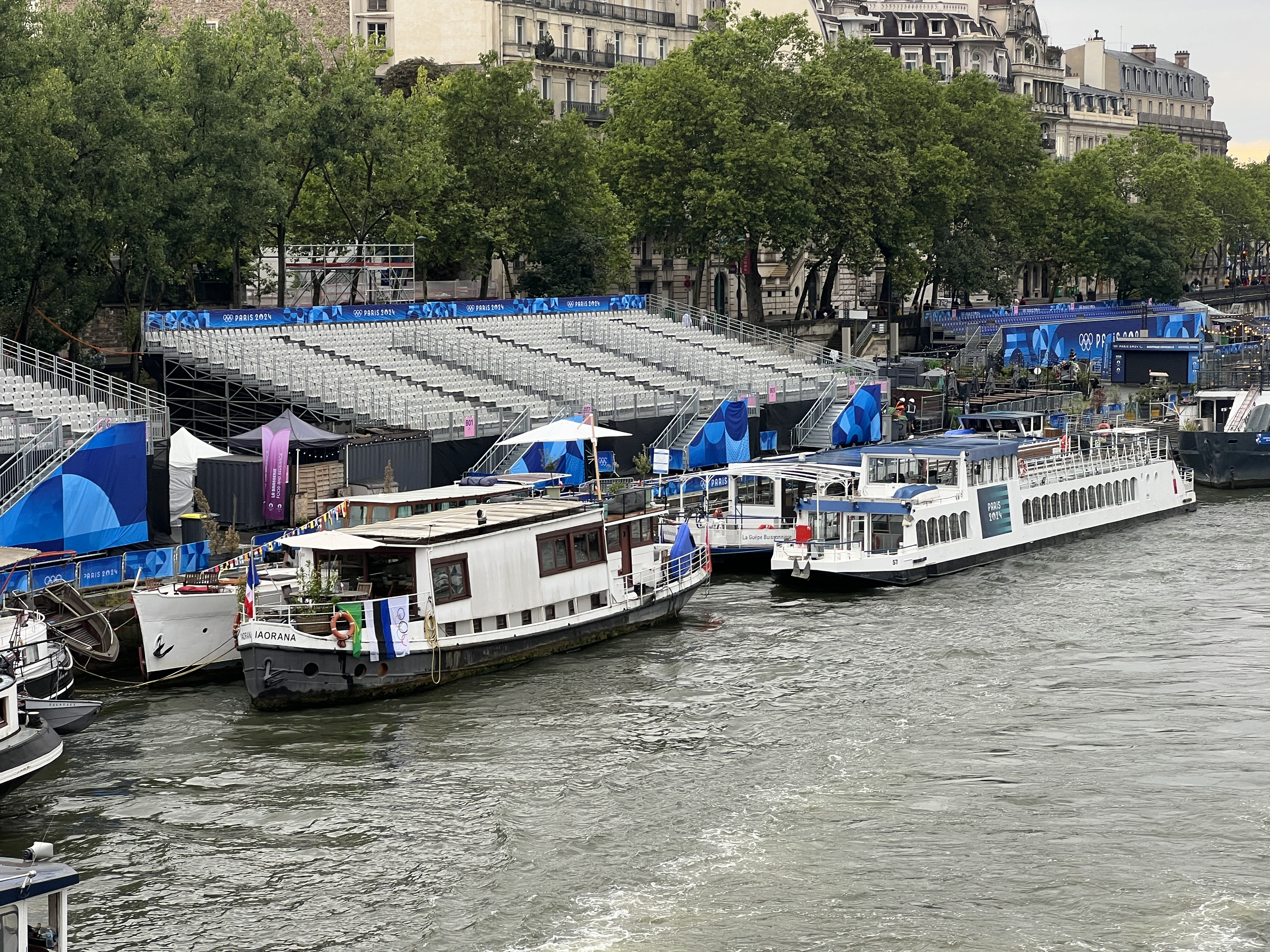
Embarcações estacionadas em um dos pontos do Rio Sena, além de arquibancadas montadas em seu entorno

A cerimônia se alternou entre cenas pré-gravadas, como a apresentação de Lady Gaga, por questões de segurança devido ao mau tempo em Paris, e a saga do homem mascarado, e algumas cenas ao vivo, como o desfile das nações, as crianças procurando o homem misterioso na rua, as apresentações pelos prédios e pontes de Paris, além do próprio Rio Sena e as formalidades como os discursos de boas-vindas e a inauguração da pira olímpica. Cada fase do espetáculo foi dividida em doze palavras que representavam o espírito olímpico.
O mascarado representava vários heróis franceses mascarados, como Arsène Lupin e o Fantasma da Ópera, bem como o espírito olímpico e uma diversidade de características da cultura francesa. A figura também foi comparada aos capuzes e à ação de parkour dos personagens da franquia Assassin's Creed da empresa francesa de videogame Ubisoft, especialmente a Arno Dorian, que aparece na edição de 2014 Assassin's Creed Unity ambientada durante a Revolução Francesa.

### Quem levou a tocha?
Jamel Debbouze chega ao Stade de France com a pira olímpica e se surpreende ao ver o estádio vazio. De lá, Zinédine Zidane avisa ao ator que a cerimônia não é no estádio e se oferece para levar a tocha ao Trocadero. Zidane corre pelas ruas de Paris para chegar ao Rio Sena, mas enfrenta momentos caóticos como lotação e engarrafamento. O ex-jogador chega a uma estação de metrô, que possui molduras com os logotipos de edições anteriores dos Jogos Olímpicos de Verão, decorando também o veículo e entrega a pira a uma criança imigrante, que estava acompanhada de um menino e uma menina.
Esse grupo de três crianças carregavam a pira olímpica na estação e chegam a uma catacumba. De lá, são paradas por uma pessoa misteriosa, que não teve a identidade revelada e os leva de barco até o centro de Paris. Ao chegarem no Rio Sena, os quatro seguem em direção ao centro de Paris e uma queima de fumaças coloridas formam a bandeira da França e é nesse momento que se inicia o desfile das embarcações que vão levar os 205 comitês participantes dos Jogos Olímpicos, começando com o primeiro grupo.

### Le Cabaret

Apresentação de Lady Gaga em um dos segmentos da cerimônia

Encerrada a primeira parte do desfile, um grupo de dançarinos carregam plumas rosas e transformam um ponto do Rio Sena em um grande cabaré e Lady Gaga surge no meio, interpretando a canção Mon Truc en Plumes, originalmente interpretada pela cantora francesa Zizi Jeanmaire. Após o show de Lady Gaga, inicia-se a segunda parte dos desfiles das nações com mais uma leva de embarcações passeando no Sena. Enquanto isso, as crianças se perdem do mascarado no meio de um grupo de dançarinos que se preparavam para fazer a sua apresentação, mas o encontram e entregam a pira à pessoa cuja identidade não foi revelada e vestia apenas um capuz, com o rosto coberto com um pano.

### Cancã
Um grupo de dançarinos agora se reúnem no Sena para interpretar o cancã. Enquanto isso, guardas franceses levam em malotes com gavetas, as medalhas olímpicas e caminham com elas nas ruas de Paris. Após esse momento, uma terceira leva de embarcações desfila no Sena para dar continuidade ao desfile das delegações.

### O amor está no ar

O mascarado caminhando pelos telhados de Paris. A figura faz uma referência a diversos personagens.

O mascarado continua a sua saga com a pira olímpica e pousa na Biblioteca da França, enquanto todos estão lendo os seus romances. Do lado de fora, os dançarinos reproduzem cenas românticas e ao final, os aviões da esquadrilha da fumaça formam um coração no céu e uma quarta leva de embarcações dá prosseguimento aos desfiles. Aya Nakamura encerra esse bloco fazendo a sua apresentação, junto com a banda da Guarda Republicana francesa.

### Eles estão aqui
O mascarado em sua aventura, pousa no Museu do Louvre, mas se depara com uma surpresa nada agradável: a Mona Lisa foi roubada. Os minions resolveram marcar presença nas olimpíadas, mas claro que não conseguem passar um momento sem fazer confusão. Eles reproduzem os esportes que serão praticados nos jogos olímpicos e usaram o quadro como um dos alvos do tiro com arco, mas acabam acertando um reservatório de água e com isso, a obra é levada até o Rio Sena.

### Revolução francesa

Reprodução de um dos acontecimentos da Revolução Francesa

O mascarado continua a sua saga com a pira olímpica caminhando pelos prédios de Paris e pousa agora em um dos cenários da Revolução Francesa. Do lado de fora, a banda de metal Gojira e a cantora de ópera Marina Viotti, junto com um grupo de bailarinos, reproduzem as cenas desse importante movimento francês. Encerrado a apresentação, desfilam a quinta leva de embarcações com os atletas olímpicos e a cantora Axelle Saint-Cirel canta o hino nacional francês no topo do prédio do governo carregando a bandeira nacional e dez mulheres que marcaram a história francesa são homenageadas com a elevação de suas estátuas ao Rio Sena.
A sexta sequência, Sororité (sororidade/irmandade), destacou dez mulheres notáveis francesas com estátuas douradas ao longo do Sena: Olympe de Gouges, Alice Milliat, Gisèle Halimi, Paulette Nardal, Jeanne Barret, Christine de Pizan, Louise Michel, Alice Guy, Simone Veil e Simone de Beauvoir (esta última não teve seu nome exibido, nem sua estátua se ergueu durante a cerimônia devido a problemas técnicos). Em seguida, Saint-Cirel cantou a sexta estrofe do hino nacional francês, acompanhada por um coro.

### A cultura urbana de Paris
Mesmo com a forte chuva, os protocolos foram seguidos e o Rio Sena se transforma em um parque urbano, apresentando o ciclismo BMX e o breaking. Apenas o skate não foi apresentado, mas uma pista foi montada e entra agora a sexta leva de embarcações com os atletas olímpicos. Rim'K fez a apresentação musical desse bloco.

### Á moda de Paris
Um desfile de moda acontece em uma passarela improvisada numa das pontes do Sena e um grupo de ativistas LGBTQIA+ e drags queens fazem a festa nesse momento com muito luxo, cores e música, comandado pela DJ Barbara Butch, com todos apresentando os seus modelos, que terminam com um grande concurso de dança. E a sétima e última leva de embarcações desfila no Sena, que se encerra com a passagem da equipe francesa.

### Homenagem à União Europeia
Terminado o desfile das delegações, o Sena agora é tomado com um show colorido e novas embarcações com mais apresentações concluindo a primeira parte da cerimônia. No Trocadero, a Torre Eiffel é iluminada com as cores da União Europeia, recebendo também as estrelas que representam os países europeus, assim como um dos barcos no Sena que reproduzem a bandeira enquanto dançarinos se apresentam pedindo a paz.

### Boas-vindas

As 205 bandeiras dos Comitês Olímpicos reunidas em frente à Torre Eiffel

Os porta-bandeiras de 204 CONs e a Equipe de Atletas Refugiados chegam ao Trocadero e um desfile de bandeiras acontece no local. Enquanto isso, um cavaleiro carrega a bandeira olímpica e navega sobre o Sena até chegar ao Trocadero e é seguido pelos porta-bandeira. Nesse momento, a Orquestra Nacional da França canta o hino olímpico e após isso, acontece as homenagens aos membros do Comitê Olímpico Internacional, além do centenário dos Jogos Olímpicos de Verão de 1924 e a reprodução das melhores imagens de todas as edições das Olimpíadas. Após isso, seguem os momentos protocolares como os discursos de David Lappartient, Thomas Bach e Emmanuel Macron e o juramento do atleta, que foi lido pelos porta-bandeira da França, Florent Manaudou e Mélina Robert-Michon. Ao contrário dos anos anteriores, não teve o hasteamento da bandeira grega e nem o discurso dos árbitros.

### Momentos finais

Apresentação de Céline Dion durante os últimos minutos da cerimônia de abertura

O mascarado cumpre sua missão ao chegar no Trocadero e entrega a pira ao jogador Zinédine Zidane, que repassa ao tenista Rafael Nadal, iniciando a última etapa do revezamento da tocha. Nadal, entrega a tocha a Serena Williams, que repassa para Nádia Comaneci e Carl Lewis, com os quatro embarcando em direção aos Jardins das Tulherias. Ao chegarem lá, eles passam a chama olímpica para Amélie Mauresmo, que corre pelas ruas de Paris até os Jardins. De lá, passa a chama para Tony Parker no local, que repassa para outros nomes da história do esporte francês. Por fim, o casal Teddy Riner e Marie-José Pérec recebem a chama e caminham em direção a pira, que é representada por um balão, que simboliza o primeiro voo do mundo. O balão é aceso pela chama olímpica e voa sob Paris, onde permanecerá no alto até a cerimônia de encerramento. Substituindo os tradicionais fogos de artifício, flashes de luz iluminam a Torre Eiffel enquanto Céline Dion, a atração mais aguardada do evento, finaliza a cerimônia de abertura interpretando a canção Hymne à L'amour, de Edith Piaf.

## Parada das nações

Embarcação com atletas brasileiros

Os atletas desfilaram em uma ordem ditada pela tradição olímpica, ás margens do Rio Sena em grandes embarcações. Como o país de origem das Olimpíadas, a Grécia entra primeiro. As outras delegações entraram de acordo com o alfabeto francês, com exceção dos Estados Unidos e da Austrália, que são os penúltimos a entrar por serem a sede dos Jogos Olímpicos de Verão de 2028 e Jogos Olímpicos de Verão de 2032. Seguindo a tradição, a delegação do país-sede, França, entrou por último.
Cumprindo a determinação do Comitê Olímpico Internacional (COI), imposta em 8 de dezembro de 2023, a delegação dos Atletas Individuais Neutros, representada por esportistas da Rússia e da Bielorrússia, não vai estar presente na parada das nações por conta das consequências impostas pela invasão da Ucrânia, iniciada em 24 de fevereiro de 2022, além de conflitos com a entidade devido a organização dos Jogos Mundiais da Amizade de 2024.

## Hinos
- - La Marseillaise - Hino Nacional Francês por Axelle Saint-Cirel
- - Hino Olímpico pela Orquestra Nacional da França, The Radio France Choir e Maîtrise de Radio France

## Autoridades presentes
- Thomas Bach, Presidente do COI
- Emmanuel Macron, Presidente da França, Brigitte Macron, Primeira-dama da França, Anne Hidalgo, Prefeita de Paris, Tony Estanguet, Presidente do Comitê Organizador dos Jogos Olímpicos e Paralímpicos de Paris (COJOP2024) e David Lappartient, Presidente do Comité Olímpico Nacional e Desportivo da França e da Union Cycliste Internationale
- Gayton McKenzie, Ministro dos esportes, artes e cultura da África do Sul[52]
- Edi Rama, Primeiro-ministro da Albânia
- Olaf Scholz, Chanceler da Alemanha e a primeira-dama, Britta Ernst.
- Javier Milei, Presidente da Argentina e Karina Milei, Secretária Geral da Presidência e irmã do presidente [53]
- Anika Wells, Ministra dos esportes da Austrália
- Rei Filipe e Rainha Matilde da Bélgica e Alexander De Croo, primeiro-ministro da Bélgica[54]
- Rosângela Lula da Silva, Primeira-dama do Brasil e André Fufuca, deputado federal e Ministro dos esportes[55]
- Rumen Radev, Presidente da Bulgária[56]
- Príncipe Jigyel Ugyen Wangchuck de Butão[57]
- José Maria Neves, Presidente de Cabo Verde[56]
- Paul Biya, Presidente de Camarões e Chantal Biya, primeira-dama
- Carla Qualtrough, Ministra dos esportes do Canadá[58]
- Emir Tamim bin Hamad al-Thani do Catar[59]
- Petr Fiala, Primeiro-ministro da Chéquia[60]
- Gabriel Boric, Presidente do Chile[61]
- Nikos Christodoulides, Presidente do Chipre e a primeira-dama, Philippa Karsera[62]
- Han Zheng, Vice-presidente da China[63]
- Gustavo Petro, Presidente da Colômbia e a primeira-dama, Verónica Alcocer [59]
- Kolinda Grabar-Kitarović, ex-Presidente da Croácia e membra do COI
- Rei Frederico X e a Rainha Maria da Dinamarca[64]
- Ismaïl Omar Guelleh, Presidente de Dijbouti[65]
- Rei Filipe VI de Espanha e a Rainha Letizia [59]
- Jill Biden, Primeira-dama dos Estados Unidos, Jennifer Newsom, Primeira-dama da Califórnia e Karen Bass, Prefeita de Los Angeles[66][67]
- Alar Karis, Presidente da Estônia[68]
- Wiliame Katonivere, Presidente do Fiji
- Alexander Stubb, Presidente da Finlândia
- Brice Oligui Nguema, Presidente do Gabão[59]
- Salome Zurabishvili, Presidente da Geórgia e Irakli Kobakhidze, Primeiro-ministro da Geórgia
- Ana, Princesa Real da Grã-Bretanha e membra do COI
- Kyriákos Mitsotákis, Primeiro-ministro da Grécia e a esposa, Mareva Grabowski[69]
- Bah Oury, Primeiro-ministro da Guiné
- Umaro Sissoco Embaló, Presidente da Guiné-Bissau
- Kevin Young, Secretário de Cultura, Esporte e Turismo de Hong Kong[70]
- Tamás Sulyok, Presidente da Hungria
- Prabowo Subianto, Ministro da defesa e Presidente eleito da Indonésia e Erick Thohir, membro do COI e presidente da Associação de Futebol da Indonésia
- Abdul Latif Rashid, Presidente do Iraque[71]
- Simon Harris, Primeiro-ministro da Irlanda
- Bjarni Benediktsson, Primeiro-ministro da Islândia
- Isaac Herzog, Presidente de Israel[72]
- Sergio Mattarella, Presidente da Itália
- Yuko Kishida, Primeira-dama do Japão
- Vjosa Osmani, Presidente do Kosovo e Albin Kurti, Primeiro-ministro de Kosovo
- Edgars Rinkevics, Presidente da Letônia[73]
- Gitanas Nausėda, Presidente da Lituânia
- Henrique, Grão-Duque de Luxemburgo e membro do COI[74]
- Hussain Mohamed Latheef, Vice-presidente das Maldivas[75]
- Aziz Akhannouch, Primeiro-ministro do Marrocos[76]
- Jesús María Tarriba, Primeiro-cavalheiro do México
- Alberto II do Mónaco, Príncipe de Mónaco
- Ukhnaagiin Khürelsükh, Presidente da Mongólia[77]
- Milojko Spajić, Primeiro-ministro de Montenegro[78]
- Abdoulaye Mohamadou, Ministro dos esportes do Niger[59]
- Basil bin Ahmed al Rawas, Subsecretário do Ministério da Cultura, Desporto e Juventude para Desporto e Juventude de Omã
- Rei Willem-Alexander e Rainha Máxima dos Países Baixos, Catarina Amália, Princesa de Orange, Princesa Alexia dos Países Baixos e Dick Schoof, Primeiro-ministro dos Países Baixos[79]
- Santiago Peña, Presidente do Paraguai
- Sadyr Japarov, Presidente do Quirguistão[80]
- Jibril Rajoub, Chefe do Comitê Olímpico Palestino
- Faustin-Archange Touadéra, Presidente da República Centro Africana e Rodolphe Héritier Doneng, Ministro dos esportes[81]
- Klaus Iohannis, Presidente da Roménia[82]
- Bassirou Diomaye Faye, Presidente do Senegal[83]
- Julius Maada Bio, Presidente de Serra Leoa
- Tharman Shanmugaratnam, Presidente de Singapura[84]
- Denys Shmygal, Primeiro-ministro da Ucrânia
- Nguyễn Văn Hùng, Ministro da cultura, esporte e turismo do Vietnã[85]
- Audrey Azoulay, Diretora-geral da UNESCO
- António Guterres, Secretário Geral da ONU[86]
- Charles Michel, Presidente do Conselho Europeu
- Christine Lagarde, Presidente do Banco Central Europeu[87]
- Jens Stoltenberg, Secretário-geral da Organização do Tratado do Atlântico Norte[59]

## Cobertura televisiva
No Brasil, as detentoras dos direitos de transmissão dos Jogos Olímpicos como a TV Globo e o SporTV transmitiram ao vivo todos os detalhes da festa em TV aberta e por assinatura, enquanto que a CazéTV realizou a cobertura via streaming gratuito pelo YouTube. Na Globo, Luís Roberto foi o narrador responsável pela cobertura, com comentários de Galvão Bueno, Daiane dos Santos e Ítalo Ferreira, enquanto que no SporTV, Milton Leite comandou a transmissão, com comentários de Fabiana Alvim, César Cielo e Marcelo Lins. Pela CazéTV, Casimiro foi a principal voz da cobertura, enquanto que os comentários ficaram sob a responsabilidade de Milton Cunha, Belle Suarez e Luís Felipe Freitas.
Ao todo, a TV Globo registrou uma média de 15,7 pontos e chegou ao pico de 22 em São Paulo, aumentando em 63% os índices da faixa das 14h às 18h30, além de ser a maior audiência do horário todo desde a transmissão da final da Copa do Mundo de Clubes da FIFA de 2023. Pela média nacional, o índice foi de 17 pontos, totalizando 36,4 milhões de pessoas alcançadas, um aumento de 18% comparado com a abertura dos jogos de Tóquio, mesmo sendo transmitida nas primeiras horas do dia. O SporTV, que dessa vez concentrou a transmissão no canal secundário, registrou uma média na casa dos 3 pontos, liderando com vantagem contra o Viva na TV paga, enquanto que a CazéTV atingiu uma média entre 400 e 500 mil telespectadores ou aparelhos conectados.

## Controvérsias

Captura da tela do momento em que a transmissão da cerimônia de abertura exibe as imagens do segmento dos desfiles de moda, enquanto drag queens se reúnem em direção à passarela de maneira semelhante ao quadro A Festa dos Deuses, de Jan Harmensz van Bijlert

### Acusação de blasfêmia
O segmento que relembrava os desfiles de moda em uma das pontes do Sena, que era representado por drag queens, acabou reproduzindo o quadro A Festa dos Deuses, de Jan Harmensz van Bijlert. Tal momento acabou repercutindo negativamente entre os cristãos, principalmente com grupos ligados ao conservadorismo e a direita, que acusaram o movimento LGBTQIA+ francês de difamar a imagem de Jesus, comparando a representação do momento com o quadro A Última Ceia, de Leonardo da Vinci. Em 28 de julho, o diretor artístico da cerimônia de abertura dos Jogos Olímpicos, Thomas Jolly, negou ter zombado da 'Última Ceia' em um dos momentos do espetáculo, criticado por diversas pessoas e pelo episcopado católico.

### Ataques racistas a Aya Nakamura
Políticos de extrema-direita da França se posicionaram contra a presença da cantora Aya Nakamura na abertura dos Jogos Olímpicos. Durante os ensaios, Nakamura enfrentou ataques racistas do grupo intitulado Les Natifs exibindo uma faixa "Não tem como, Aya. Isso é Paris, não o mercado de Bamako".

### Delegação da Coreia do Sul
Durante a passagem da embarcação da Coreia do Sul, os atletas sul-coreanos foram anunciados como "República Popular Democrática da Coreia" e não como "República da Coreia", já que o primeiro nome é o da Coreia do Norte e que na ordem dos desfiles, o lado norte-coreano entraria na letra R, enquanto o sul estaria na letra C. O Comitê Olímpico Internacional pediu desculpas pelo equívoco, mas publicando a mensagem em coreano e não em inglês. O vice-ministro da cultura, esporte e turismo da Coreia do Sul, Jang Mi-ran, solicitou reunião com Thomas Bach para retratar o assunto.

### Bandeira olímpica
Durante a execução do hino olímpico, a bandeira do movimento olímpico acabou sendo hasteada de cabeça para baixo por conta da forte chuva que caía em Paris. A cena acabou virando piada nas redes sociais.

### Falta de proteção aos jornalistas
Enquanto caía uma forte chuva em Paris no meio da cerimônia de abertura, equipes da TV Globo, SporTV e de outros veículos de comunicação do mundo inteiro ficaram sob exposição em uma das áreas reservadas à imprensa no Trocadero, mas que não possuíam algum tipo de lona para proteção. Em vez de capas de chuva, foram entregues um plástico para os jornalistas e os convidados se protegerem, além dos equipamentos necessários para por as imagens e o som no ar. A situação chegou a ser filmada pelas equipes da Globo, que deixavam vazar também o som dos pingos de chuva caindo enquanto comentavam os espetáculos. A cena gerou algumas críticas à organização do evento, mas também foi vista de forma humorada nas redes sociais.

## Local
O rio Sena (em francês: la Seine) é um rio do norte de França que banha a capital, Paris e que deságua no Oceano Atlântico. Tem uma extensão de 776 km. Nasce a 470 metros de altitude, na Meseta de Langres, em Côte-d'Or. O seu curso tem uma orientação geral de sudeste a noroeste. Deságua no canal da Mancha, perto de Le Havre. A área da sua bacia hidrográfica é aproximadamente de 75 000 km².
Jardins du Trocadéro (Jardins do Trocadero) é um espaço aberto em Paris, localizado no 16º arrondissement de Paris, França, limitado a noroeste pelas alas do Palais de Chaillot e a sudeste pelo Sena e pela Pont d' Iéna, com a Torre Eiffel na margem oposta do Sena.